# Ялтинская киностудия
Ялтинская киностудия — крымская киностудия, расположенная в Ялте. Основана в 1917 году российской кинокомпанией «Ханжонков и Ко» как киносъёмочная база в Крыму. В 1919 году преобразована в Ялтинскую кинофабрику и национализирована.
Имущество киностудии распределено между двумя основными объектами. Первый расположен на Севастопольской улице, где в 1917 году открылось киноателье кинопромышленника Ермольева, и находится в ведении государственного унитарного предприятия Республики Крым «Киностудия Ялта-фильм». Более новая студийная площадка на улице Мухина специально создавалась как южная база советской кинематографии: площадь около 12 гектаров, площадки для декораций, бассейн для морских комбинированных съёмок. Этот большой объект находится в общем ведении Министерства культуры Республики Крым, но за конкретным юридическим лицом не закреплён.

## История

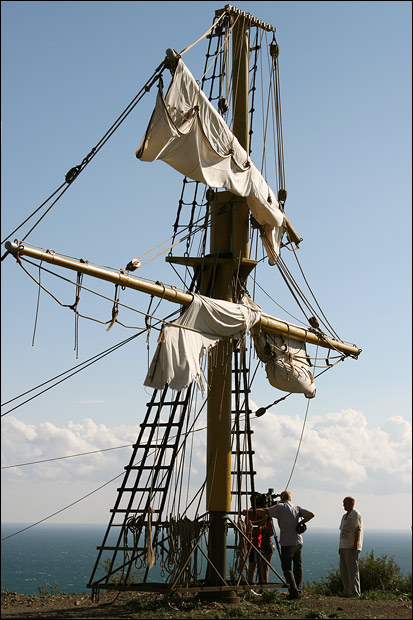
Мачта для комбинированных съёмок

### До Октябрьской революции
Первую киносъёмку в Крыму осуществил придворный оператор Болеслав Матушевский. В ноябре 1898 года он запечатлел императорскую семью на отдыхе в Ливадии. Первым большим крымским фильмом стала видовая картина «Панорама Ялты», снятая в январе 1908 года фирмой Pathé.
Первым из крупных российских кинопредпринимателей, оказавшимся в Ялте, был Александр Ханжонков. В 1916 году на купленном им участке на Аутской улице закончилось строительство небольшого павильона с раздвижными стенами. С 1917 года Ханжонков безвыездно обосновался в Ялте, где достраивал фабрику и руководил производством нескольких фильмов, которые ставил Евгений Бауэр. В Ялте вместе с режиссёром Яковом Протазановым и частью своей труппы во главе с Иваном Мозжухиным осел также кинопредприниматель Иосиф Ермольев. В марте 1917 года он заключил договор с Ханжонковым об аренде части помещений его ялтинской кинофабрики. Ермольев приобрёл у генерала Субботина земельный участок на Николаевской улице, и там начались срочные работы по устройству съёмочного ателье.

### В годы Гражданской войны
22 мая 1919 года по декрету, подписанному Ялтинским военно-революционным комитетом, киноателье Ханжонкова и Ермольева были национализированы. Однако советская власть в Крыму продержалась лишь до конца июня 1919 года. Затем эти ателье работали как прежде. В начале 1920 года кинематографическая деятельность в Крыму окончательно пришла в упадок. В ночь на 3 февраля 1920 года на греческом судне «Пантера» коллектив Ермольева отбыл из Ялты в Константинополь. Ханжонков, который до последнего надеялся на лучшее, уехал из Ялты лишь в ноябре, при последней эвакуации войск Врангеля. 17 ноября 1920 года, захватив Крым, Красная армия поставила точку в деятельности частного кинопроизводства.

### Советский период
Летом 1922 года Всеукраинское фотокиноуправление (ВУФКУ) арендовало ялтинские павильоны — бывшие Ханжонкова и Ермольева. Первый из них был восстановлен, и осенью в нём началась работа. В дальнейшем пленум ВУФКУ вынес постановление сосредоточить всё кинопроизводство в Одессе и объединить одесское и киевское отделения ВУФКУ, Ялте при этом отводилась подсобная роль в работе «над натурой». Первым директором кинофабрики был назначен Георгий Тасин.
Для постановки игровых картин в Ялту пригласили Владимира Гардина. За два года он снял со своими учениками около десяти фильмов. В режиссёрский состав входили Виктор Турин, Александр Анощенко, Георгий Тасин. В 1927/28 операционном году на кинофабрике работали 7-8 режиссёрских групп. После разрушения кинофабрики при Крымском землетрясении в 1927 году её сотрудники были переведены в штат Одесской кинофабрики.
В феврале 1930 года Ялтинская кинофабрика перешла из ведения ВУФКУ в Акционерное общество «Востоккино». В 1931 году директором Ялтинской кинофабрики стал Александр Горский (1931—1932). В 1932 году с семьёй он переехал в Москву, где стал начальником производства треста «Востокфильм». После ликвидации «Востокфильма» решением Главного управления кинофотопромышленности (ГУКФ) от 26 сентября 1936 года кинофабрика была передана в ведение киностудии «Мосфильм», а в январе 1938 года переподчинена киностудии «Союздетфильм». До начала войны оставалась технической базой «Союздетфильма» в Крыму.
В июле 1944 года Комитет по делам кинематографии издал приказ о восстановлении ялтинской базы киностудии «Союздетфильм». После восстановления кинофабрики, разрушенной во время Великой Отечественной войны, в Ялте вновь возобновились съёмки — здесь работали съёмочные группы киностудий всей страны. В 1957 году она была преобразована в «Ялтинскую киностудию художественных фильмов». В 1963 году стала филиалом Центральной киностудии детских и юношеских фильмов имени Горького.
Среди фильмов, снятых на базе Ялтинской киностудии, такие как «Илья Муромец», «Человек-амфибия», «Капитаны голубой лагуны» (1962), «Волшебная лампа Аладдина», «Остров сокровищ», «Пираты XX века», «Дети капитана Гранта», «Кавказская пленница», «Человек с бульвара Капуцинов», «Прощайте, голуби».
В 1988 году Ялтинская киностудия стала самостоятельным государственным предприятием — Крымской киностудией «Ялтафильм».

### После распада СССР
В 2000 году было создано российско-украинское предприятие ЗАО «Ялтинская киностудия». В 2003 году ЗАО «Ялтинская киностудия» полностью перешло в собственность российской компании «ПоликомВест».
В 2005 году комплекс строений на улице Севастопольской был продан украинской фирме «Розбудова-Град». Но она не занималась кинопроизводством и выставила участок на продажу. Всё оборудование, бутафорию, реквизит с Севастопольской улицы ЗАО «Ялтинская киностудия» перевезло на улицу Мухиной. Со временем объект пришёл в запустение.
В 2010 году владельцем ЧАО «Ялтинская киностудия» стало российское ООО «СтройСектор». После этого студия оказала услуги по съемкам ряда российских фильмов, таких как «9 рота», «Водитель для Веры», «Пассажирка», «Обитаемый остров» и др. Фильмы «Первокурсница», «Бегущая по волнам», «Дом Солнца» были произведены киностудией совместно с российскими кинокомпаниями.

### После аннексии Крыма Россией

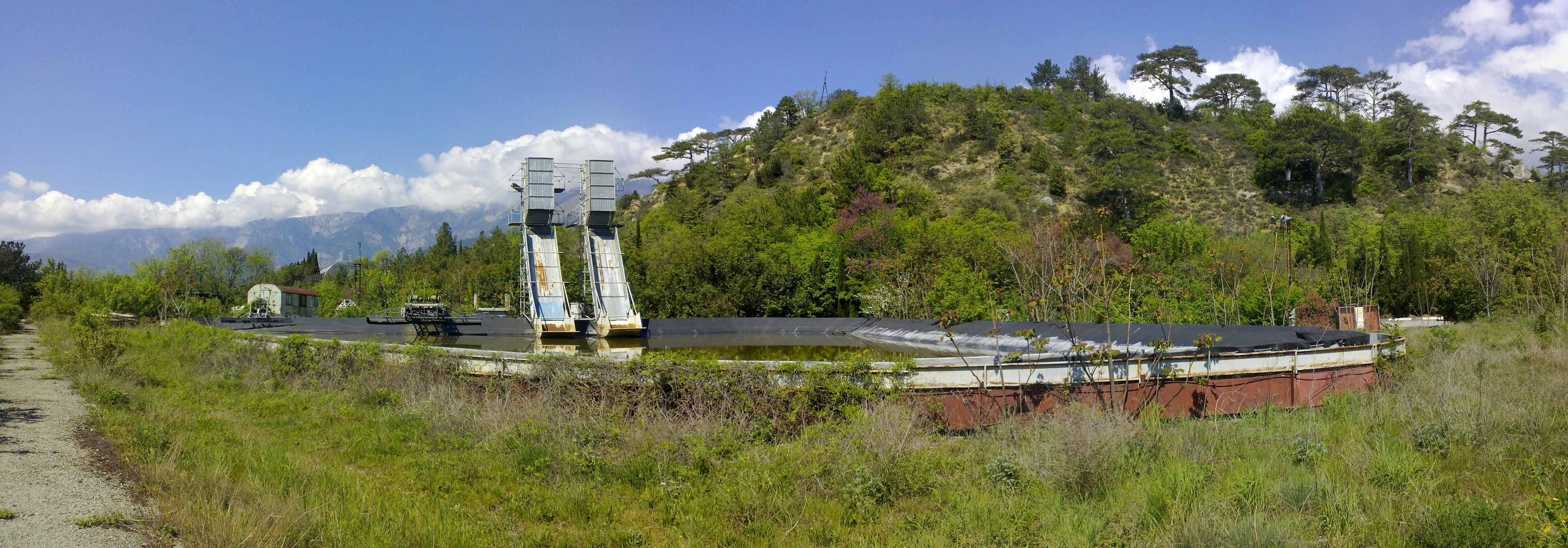
Бассейн для комбинированных морских съемок

После аннексии Крыма Российской Федерацией премьер-министр РФ Дмитрий Медведев, выступая на заседании правительственного совета по развитию российской кинематографии 26 марта 2014 года, поручил рассмотреть возможности Ялтинской киностудии для съёмок российской кинопродукции и помочь преодолеть жителям Крыма культурную изоляцию, которая сложилась ранее. «Надо подумать, как лучше использовать ресурсы Ялтинской киностудии», — сказал Медведев. Администрация Республики Крым обратилась к председателю Союза кинематографистов России Никите Михалкову с просьбой помочь возродить киностудию, которая в последние годы пришла в запустение. Союз кинематографистов, в свою очередь, предложил не только строить новую студию, а создать на её базе Центр молодых кинематографистов «Дебют», где могли бы работать начинающие кинематографисты со всей России. Соответствующее письмо Никита Михалков направил премьер-министру РФ Дмитрию Медведеву. 14 августа 2014 года президент России Владимир Путин заявил о необходимости поддержки и развития киностудии.
2 сентября 2014 года Совет министров Республики Крым принял постановление о выкупе имущества Ялтинской киностудии республикой. 10 сентября 2014 года Государственный совет Крыма принял постановление об отмене приватизации Ялтинской киностудии, а 29 сентября крымское правительство издало распоряжение о создании ГУП Республики Крым «Киностудия „Ялта-фильм“». По словам нового руководителя «Киностудии „Ялта-фильм“» Ольги Прудниковой-Юшковой, объекты на Севастопольской пришли в полное запустение: «Состояние, к сожалению, очень печальное. На сегодня мы пришли на территорию совершенно непригодную ни к чему, кроме того, чтобы снять какие-то эпизоды заброшенных, разрушенных помещений, зданий».
Представители частного акционерного общества «Ялтинская киностудия» в ответ на решения о выкупе и национализации обращались в арбитражные суды с целью признать их недействительными. 10 февраля 2015 года Арбитражный суд Крыма отменил постановление Госсовета Крыма об отмене приватизации киностудии, однако позднее это судебное решение было пересмотрено. 27 февраля 2015 года Государственный Совет Республики Крым принял новое постановление, объявившее землю и недвижимое имущество киностудии собственностью республики, в дальнейшем киностудия де-факто осталась в собственности республики. 26 августа 2015 года ГУП РК «Киностудия „Ялта-фильм“» отнесено в ведение Минкультуры Крыма.
22 декабря 2015 года киностудия была включена в санкционный список США.
В 2018 году министр культуры Республики Крым Арина Новосельская анонсировала скорое завершение процедуры передачи Ялтинской киностудии в федеральную собственность. По её словам, из бюджета РФ планировалось выделить 4 млрд рублей на восстановление объекта. 30 мая 2019 года Совет министров Крыма распорядился ликвидировать государственное унитарное предприятие РК «Киностудия „Ялта-фильм“».
21 сентября 2019 года министерство Культуры Республики Крым приняло решение начать в июне-июле 2020 года реставрационные работы.
20 октября 2019 года было запланировано открыть на базе Ялтинской киностудии студию для производства короткометражных рисованных мультипликационных фильмов.